# کمپبل والش
کمپبل والش (انگلیسی: Campbell Walsh؛ زادهٔ ۲۶ نوامبر ۱۹۷۷) قایقران کایاک، و قایقران کانو اهل بریتانیا است.